# Dolní Němčí
Dolní Němčí település Csehországban, a Uherské Hradiště-i járásban. Dolní Němčí Slavkov, Vlčnov, Boršice u Blatnice és Hluk településekkel határos. Lakosainak száma 2864 fő (2024. január 1.).

## Népesség
A település lakosságának változását az alábbi diagram mutatja:
| Lakosok száma | 676  | 899  | 1343 | 1799 | 2696 | 3016 | 2969 | 2970 | 2865 | 2864 |
|               | 1869 | 1890 | 1921 | 1950 | 1980 | 2001 | 2017 | 2019 | 2022 | 2024 |